# Persone di nome Stanisław
| Questa pagina contiene informazioni ricavate automaticamente dalle voci biografiche con l'ausilio del template Bio e di un bot. L'aggiornamento è periodico e automatico e ricostruisce completamente la pagina. Se manca una persona in questa lista, sei pregato di non aggiungerla, ma accertati piuttosto che la sua voce biografica contenga il template Bio e che i dati anagrafici siano correttamente compilati. Se il template Bio manca, inseriscilo tu stesso o, in alternativa, metti l'avviso {{tmp\|Bio}} che ne segnala la mancanza. Se i dati riportati sono sbagliati, correggi direttamente la voce biografica; le modifiche saranno visibili in questa lista entro pochi giorni. Per chiarimenti vedi il progetto antroponimi. La lista contiene solo le 89 persone che sono citate nell'enciclopedia e per le quali è stato implementato correttamente il template Bio. Pagina aggiornata al 16 ott 2024. |

Questa è una lista di persone presenti nell'enciclopedia che hanno il prenome Stanisław, suddivise per attività principale.

## Allenatori di calcio(1)
- Stanisław Oślizło, allenatore di calcio e ex calciatore polacco (Koszalin, n. 1937)

## Arcivescovi cattolici(5)
- Stanisław Budzik, arcivescovo cattolico polacco (Łękawica, n. 1952)
- Stanisław Gądecki, arcivescovo cattolico polacco (Strzelno, n. 1949)
- Stanisław Karnkowski, arcivescovo cattolico e scrittore polacco (Karnkowo, n. 1520 - Łowicz, † 1603)
- Stanisław Szembek, arcivescovo cattolico polacco (Morawica, n. 1650 - Skierniewice, † 1721)
- Stanisław Wielgus, arcivescovo cattolico polacco (Wierzchowiska, n. 1939)

## Atleti(1)
- Stanisław Kowalski, atleta e supercentenario polacco (Rogówek, n. 1910 - Świdnica, † 2022)

## Calciatori(2)
- Stanisław Baran, calciatore polacco (Góra Ropczycka, n. 1920 - † 1993)
- Stanisław Cikowski, calciatore polacco (n. 1899 - † 1959)

## Cardinali(3)
- Stanisław Dziwisz, cardinale e arcivescovo cattolico polacco (Raba Wyżna, n. 1939)
- Stanisław Kazimierz Nagy, cardinale e arcivescovo cattolico polacco (Bieruń, n. 1921 - Cracovia, † 2013)
- Stanisław Ryłko, cardinale e arcivescovo cattolico polacco (Andrychów, n. 1945)

## Cestisti(2)
- Stanisław Kiełbik, ex cestista e allenatore di pallacanestro polacco (n. 1961)
- Stanisław Olejniczak, cestista polacco (Zbąszyń, n. 1938 - † 2022)

## Ciclisti su strada(2)
- Stanisław Aniołkowski, ciclista su strada polacco (Varsavia, n. 1997)
- Stanisław Szozda, ciclista su strada polacco (n. 1950 - Breslavia, † 2013)

## Combinatisti nordici(1)
- Stanisław Ustupski, ex combinatista nordico polacco (Zakopane, n. 1966)

## Compositori(1)
- Stanisław Moniuszko, compositore polacco (Ubiel, n. 1819 - Varsavia, † 1872)

## Criminologi(1)
- Stanisław Batavia, criminologo polacco (Łódź, n. 1898 - Varsavia, † 1980)

## Direttori d'orchestra(1)
- Stanisław Wisłocki, direttore d'orchestra polacco (Rzeszów, n. 1921 - Varsavia, † 1998)

## Drammaturghi(1)
- Stanisław Ignacy Witkiewicz, drammaturgo, filosofo e scrittore polacco (Varsavia, n. 1885 - Jeziory, † 1939)

## Filosofi(1)
- Stanislaw Brzozowski, filosofo, scrittore e critico letterario polacco (Maziarnia, n. 1878 - Firenze, † 1911)

## Fotografi(1)
- Stanisław Julian Ignacy Ostroróg, fotografo inglese (Londra, n. 1863 - Parigi, † 1929)

## Generali(7)
- Stanisław Haller de Hallenburg, generale polacco (Cracovia, n. 1872 - Katyn', † 1940)
- Stanisław Koniecpolski, generale polacco (Brody, † 1646)
- Stanisław Maczek, generale polacco (Leopoli, n. 1892 - Edimburgo, † 1994)
- Stanisław Mokronowski, generale polacco (Bogucin, n. 1761 - Varsavia, † 1821)
- Stanisław Sosabowski, generale polacco (Stanisławów, n. 1892 - Hillingdon, † 1967)
- Stanisław Szeptycki, generale e politico polacco (Prylbytschi, n. 1867 - Powiat Krośnieński, † 1950)
- Stanisław Ujejski, generale e aviatore polacco (Ropczyce, n. 1891 - Toronto, † 1981)

## Goisti(1)
- Stanisław Frejlak, goista polacco (n. 1996)

## Imprenditori(1)
- Stanisław Tymiński, imprenditore e politico polacco (Pruszków, n. 1948)

## Ingegneri(1)
- Stanisław Prauss, ingegnere polacco (Varsavia, n. 1903 - Londra, † 1997)

## Linguisti(1)
- Stanisław Widłak, linguista polacco (Koniusza, n. 1934 - Cracovia, † 2017)

## Logici(1)
- Stanisław Leśniewski, logico, filosofo e docente polacco (Serpuchov, n. 1886 - Varsavia, † 1939)

## Matematici(6)
- Stanisław Mazur, matematico polacco (n. 1905 - Varsavia, † 1981)
- Stanisław Saks, matematico polacco (Kalisz, n. 1897 - Varsavia, † 1942)
- Stanisław Solski, matematico, architetto e gesuita polacco (Kalisz, n. 1622 - Cracovia, † 1701)
- Stanisław Ulam, matematico e fisico polacco (Leopoli, n. 1909 - Santa Fe, † 1984)
- Stanisław Wojciechowski, matematico e politico polacco (Kalisz, n. 1869 - Gołąbki, † 1953)
- Stanisław Zaremba, matematico polacco (Romanówka, n. 1863 - Cracovia, † 1942)

## Militari(2)
- Stanisław Żółkiewski, militare polacco (Turynka, n. 1547 - Iași, † 1620)
- Stanisław Żurakowski, militare e storico polacco (Wołomin, n. 1920 - Londra, † 2023)

## Nobili(6)
- Stanisław Potocki, nobile e politico polacco (Ciężów, n. 1698 - Załoźce, † 1760)
- Stanisław Kostka Zamoyski, nobile e politico polacco (Varsavia, n. 1775 - Vienna, † 1856)
- Stanisław Lubomirski, nobile e politico polacco (n. 1704 - Varsavia, † 1793)
- Stanisław Poniatowski, nobile polacco (Castello di Chojnik, n. 1676 - Ryki, † 1762)
- Stanisław Szczęsny Potocki, nobile e politico polacco (Červonohrad, n. 1753 - Tul'čyn, † 1805)
- Stanisław "Rewera" Potocki, nobile e condottiero polacco (Podhajce, n. 1589 - Podhajce, † 1667)

## Patrioti(1)
- Stanisław Pyjas, patriota polacco (Żywiec, n. 1953 - Cracovia, † 1977)

## Pianisti(1)
- Stanisław Drzewiecki, pianista e compositore russo (Mosca, n. 1987)

## Pittori(4)
- Stanisław Samostrzelnik, pittore e monaco cristiano polacco (Mogiła, † 1541)
- Stanisław Tarnowski, pittore polacco (Wróblowice, n. 1838 - Sniatynka, † 1909)
- Stanisław Witkiewicz, pittore, architetto e scrittore polacco (Pašiaušė, n. 1851 - Lovran, † 1915)
- Stanisław Wyspiański, pittore, poeta e architetto polacco (Cracovia, n. 1869 - Cracovia, † 1907)

## Poeti(2)
- Stanisław Grochowiak, poeta e scrittore polacco (Leszno, n. 1934 - Varsavia, † 1976)
- Stanisław Tarnowski, poeta, scrittore e politico polacco (Tarnobrzeg, n. 1837 - Cracovia, † 1917)

## Politici(9)
- Stanisław Car, politico e giurista polacco (Varsavia, n. 1882 - Varsavia, † 1938)
- Stanisław Grabski, politico, diplomatico e economista polacco (Borowie, n. 1871 - Sulejówek, † 1949)
- Stanisław Gucwa, politico e economista polacco (Przybysławice, n. 1919 - Varsavia, † 1994)
- Stanisław Kania, politico polacco (Wrocanka, n. 1927 - Varsavia, † 2020)
- Stanisław Lubomirski, politico e nobile polacco (Łańcut, n. 1722 - Łańcut, † 1782)
- Stanisław Mikołajczyk, politico polacco (Dorsten, n. 1901 - Washington, † 1966)
- Stanisław Ostrowski, politico e medico polacco (Leopoli, n. 1892 - Londra, † 1982)
- Stanisław Zając, politico e avvocato polacco (Święcany, n. 1949 - Smolensk, † 2010)
- Stanisław Żółtek, politico polacco (Cracovia, n. 1956)

## Presbiteri(2)
- Stanisław Staszic, presbitero, filosofo e scrittore polacco (Piła, n. 1755 - Varsavia, † 1826)
- Stanisław Szulmiński, presbitero polacco (Odessa, n. 1894 - Uchta, † 1941)

## Pugili(1)
- Stanisław Dragan, pugile polacco (Sadkowa Góra, n. 1941 - Kasinka Mała, † 2007)

## Registi(1)
- Stanisław Różewicz, regista e sceneggiatore polacco (Radomsko, n. 1924 - Varsavia, † 2008)

## Religiosi(2)
- Stanisław Bosy, religioso polacco (Myślinów, n. 1948)
- Stanisław Kubista, religioso polacco (Kostuchna, n. 1898 - Campo di concentramento di Sachsenhausen, † 1940)

## Saltatori con gli sci(1)
- Stanisław Bobak, saltatore con gli sci polacco (Poronin, n. 1956 - Zakopane, † 2010)

## Scrittori(5)
- Stanisław Jerzy Lec, scrittore, poeta e aforista polacco (Leopoli, n. 1909 - Varsavia, † 1966)
- Stanisław Lem, scrittore polacco (Leopoli, n. 1921 - Cracovia, † 2006)
- Stanisław Mackiewicz, scrittore e politico polacco (San Pietroburgo, n. 1896 - Varsavia, † 1966)
- Stanisław Kostka Potocki, scrittore, archeologo e pubblicista polacco (Lublino, n. 1755 - Wilanów, † 1821)
- Stanisław Przybyszewski, scrittore, drammaturgo e poeta polacco (Łochów, n. 1868 - Jaronty, † 1927)

## Scultori(2)
- Stanislaw Stoss, scultore polacco (Cracovia, n. 1478 - Norimberga, † 1528)
- Stanisław Szukalski, scultore e pittore polacco (Warta, n. 1893 - Burbank, † 1987)

## Slittinisti(1)
- Stanisław Paczka, slittinista polacco (Kuków, n. 1945 - Berchtesgaden, † 1969)

## Sociologi(1)
- Stanislav Andreski, sociologo polacco (Częstochowa, n. 1919 - Reading, † 2007)

## Teologi(1)
- Stanisław Lubieniecki, teologo, astronomo e storico polacco (Raków, n. 1623 - Amburgo, † 1675)

## Umanisti(1)
- Stanisław Orzechowski, umanista e politico polacco (Przemyśl, n. 1513 - Żurawica, † 1566)

## Velocisti(1)
- Stanisław Grędziński, velocista polacco (Ostrzyca, n. 1945 - † 2022)

## Vescovi cattolici(3)
- Stanisław Napierała, vescovo cattolico polacco (Kalwy, n. 1936)
- Stanisław Wojciech Okoniewski, vescovo cattolico polacco (Popów, n. 1870 - Lisbona, † 1944)
- Stanisław Kazimierz Zdzitowiecki, vescovo cattolico polacco (Barczkowice, n. 1854 - Włocławek, † 1927)

## Senza attività specificata(1)
- Stanisław Szmajzner, superstite dell'Olocausto e partigiano polacco (Puławy, n. 1927 - Goiânia, † 1989)